# Byun Byung-joo
Byun Byung-joo (* 26. April 1961 in Paju) ist ein ehemaliger südkoreanischer Fußballspieler und heutiger -trainer.

## Karriere

### Spieler

#### Klub
Nach seiner Zeit in der Mannschaft der Yonsei University wechselte Byun Anfang 1983 in den Kader des Daewoo FC. Hier feierte er mit seiner Mannschaft in der Saison 1984 auch die Meisterschaft. Danach wechselte er zur Saison 1990 noch einmal weiter zu Ulsan Hyundai, wo er nach der Spielzeit 1991 schließlich seine Karriere als Spieler beendete.

#### Nationalmannschaft
Sein erstes bekanntes Spiel für die südkoreanische Nationalmannschaft war 1981 und danach wurde er auch für den Kader der Mannschaft bei der Weltmeisterschaft 1986 nominiert, wo er in zwei der Gruppenspiele zum Einsatz kam. Auch war er Teil des Teams bei der Asienmeisterschaft 1988, als er mit seiner Mannschaft nur knapp im Finale gegen Saudi-Arabien den Titel verpasste. In den folgenden Jahren folgten weniger Einsätze, er war aber auch in der Qualifikation für die Weltmeisterschaft 1990 aktiv und wurde hier auch Teil des Kaders bei der Endrunde, wo er ebenfalls zu zwei Einsätzen kam. Seine letzten Spiele waren danach bei den Asienspielen 1990, wo dies ein 1:0-Sieg im Viertelfinale über Kuwait war.
Er war Teil der Mannschaft bei den Olympischen Spielen 1988 in Seoul.

### Trainer
Nach dem Ende seiner Laufbahn als Spieler trainierte er als erstes ab Anfang 1993 und bis Ende 1996 das frisch gegründete Franchise Incheon Hyundai Steel Red Angels. Danach wurde er Anfang 1998 für zwei Jahre Trainer bei der Mannschaft der Yong In University. Auf dies folgten dann sechs Jahre bei der Cheonggu High School. Zurück im K-League-System agierte er anschließend von der Spielzeit 2007 an, bis zum Ende der Spielzeit 2009, als Cheftrainer des Daegu FC.
Im Jahr 2011 agierte er dann als Generalanalyst beim Sangju Sangmu FC sowie von 2013 bis 2017 als Trainer der Jugend-Mannschaft von Jeju United. Seit 2019 ist er Trainer bei der Sungui Science Technical High School.